# Cannes-Est (tổng)
Tổng Cannes-Est là một tổng của Pháp. Tổng này nằm ở tỉnh Alpes-Maritimes trong vùng Provence-Alpes-Côte d'Azur.

## Các đơn vị hành chính
Tổng Cannes-Est gồm phần phía đông thị xã Cannes.

## Lịch sử
| Ngày bầu cử | Tên                     | Đảng    | Tư cách                          |
| ----------- | ----------------------- | ------- | -------------------------------- |
|             |                         |         |                                  |
| 1988        | Mme Anne-Marie Dupuy    | RPR-UDF | Thị trưởng của Cannes            |
| 1994        | M. Jacques Dozol        | RPR-UDF | Adjoint au Thị trưởng của Cannes |
| 2001        | Dr. Jacqueline Héricord | UMP     |                                  |
| 2008        | M. David Lisnard        | MoDem   | Adjoint au Thị trưởng của Cannes |

## Biến động dân số
| 1882                                         | 1926 | 1962 | 1968 | 1975 | 1982 | 1990 | 1999   |
|                                              |      |      |      |      |      |      | 23 924 |
| -------------------------------------------- | ---- | ---- | ---- | ---- | ---- | ---- | ------ |
| Số liệu từ năm 1990: Dân số không tính trùng |      |      |      |      |      |      |        |